# Hôpital populaire n°1 de Shunde (métro de Foshan)
L’Hôpital populaire no 1 de Shundee (chinois simplifié : 顺德人民医院 ; chinois traditionnel : 順德人民醫院 ; pinyin : shùndé rénmín yīyuàn; anglais : The First People's Hospital of Shunde) est une station de la ligne 3 du métro de Foshan, située au district de Shunde, la ville de Foshan, la province de Guangdong, en Chine.
La station porte le nom de l’hôpital populaire no 1 de Shunde, qui se situe à côté de la station.

## Situation sur le réseau

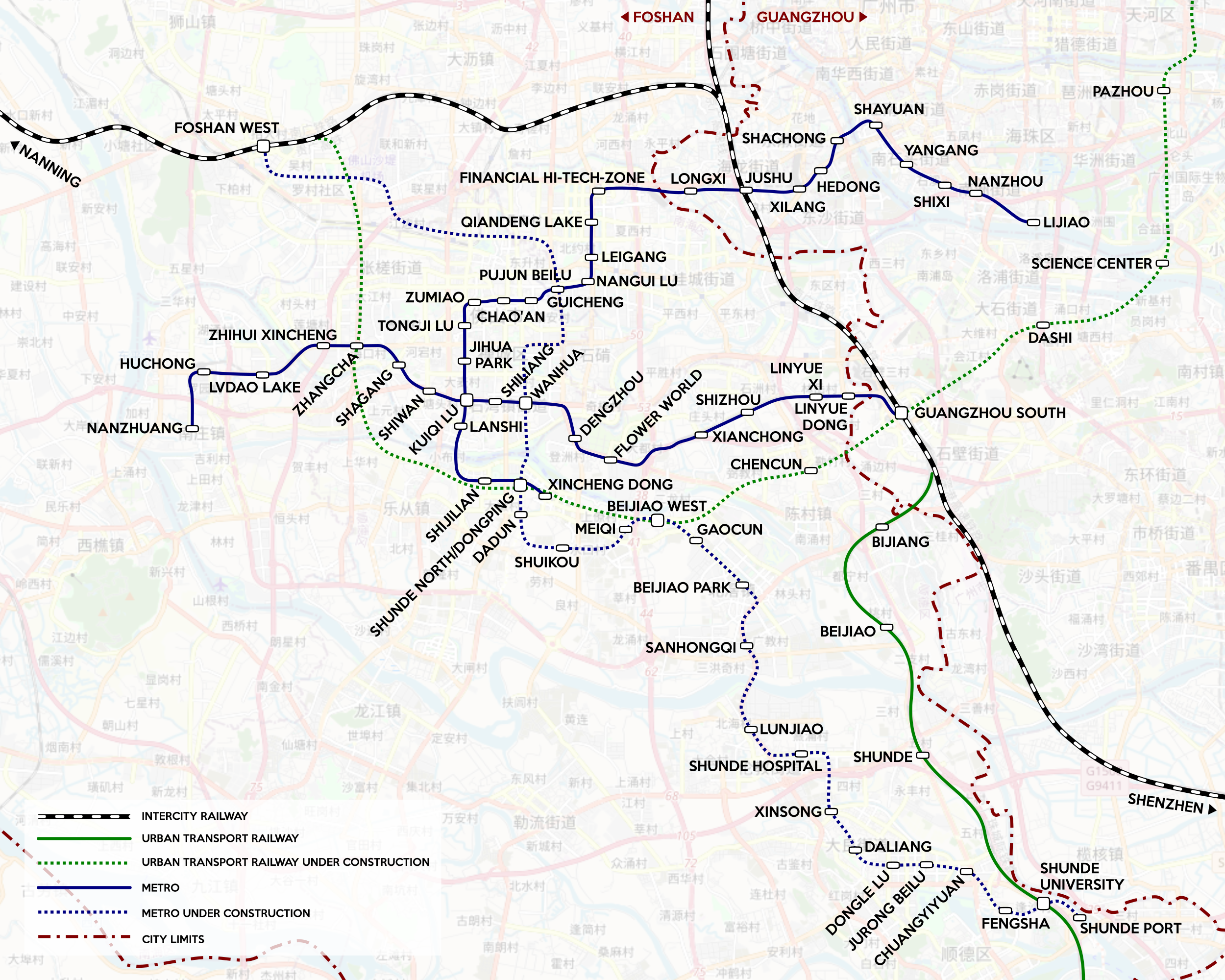
Plan du réseau du métro, en 2022.

Hôpital populaire n°1 de Shunde est une station de passage de la ligne 3 du métro de Foshan : elle est située entre la station Licun (zh), en direction du terminus nord-est Zhen’an, et la station Huanshì du nord (zh), en direction du terminus sud-est Gare du Collège-de-Shunde.

## Services aux voyageurs

### Accès et accueil
La station souterraine se situe au dessous du route Jiazi. Elle dispose de trois bouches nommées B, C, D.

### Desserte
Hôpital populaire n°1 de Shunde dispose d'un quai central, équipé de portes palières et encadré par les deux voies de la ligne.

### Intermodalité
|        |                                                  |                                                                |
| Bouche | Accessibilité                                    | Destinations les plus proches                                  |
| B      | Surface podotactile Escalier mécanique           | Hôpital populaire n°1 de Shùndé (entrée sud) Arrêt d’autobus   |
| C      | Surface podotactile Escalier mécanique Ascenseur | Hôpital populaire n°1 de Shùndé (entrée ouest) Arrêt d’autobus |
| D      | Surface podotactile Escalier mécanique Ascenseur | Arrêt d’autobus                                                |